# Nuova Forza Repubblicana
Nuova Forza Repubblicana (in spagnolo Nueva Fuerza Republicana, abbreviato in NFR) è un partito politico boliviano di orientamento conservatore fondato nel 1995 su iniziativa di Manfred Reyes Villa, allora sindaco di Cochabamba.

## Risultati elettorali
| Elezione                      | Candidato            | Voti      | %     | Seggi  | Seggi    |
| ----------------------------- | -------------------- | --------- | ----- | ------ | -------- |
| Generali 1997 (con ADN e PDC) | Hugo Banzer Suárez   | 484.705   | 22,26 | Camera | 32 / 130 |
| Generali 1997 (con ADN e PDC) | Hugo Banzer Suárez   | 484.705   | 22,26 | Senato | 11 / 27  |
| Generali 2002                 | Manfred Reyes Villa  | 581.163   | 20,91 | Camera | 25 / 130 |
| Generali 2002                 | Manfred Reyes Villa  | 581.163   | 20,91 | Senato | 2 / 27   |
| Generali 2005                 | Gildo Angulo Cabrera | 19.667    | 0,68  | Camera | 0 / 130  |
| Generali 2005                 | Gildo Angulo Cabrera | 19.667    | 0,68  | Senato | 0 / 27   |
| Generali 2009 (con MNR)       | Manfred Reyes Villa  | 1.212.795 | 25,46 | Camera | 37 / 130 |
| Generali 2009 (con MNR)       | Manfred Reyes Villa  | 1.212.795 | 25,46 | Senato | 10 / 36  |

| Controllo di autorità | VIAF (EN) 138170104 · LCCN (EN) no2002076677 |